# Кислицький острів
Кислицький — острів в Кілійському гирлі річки Дунай в Ізмаїльському районі Одеської області. Належить до первинної дельти річища Дунаю.

## Географія
Площа острова становить понад 5700 га. За своєю площею острів Кислицький є найбільшим серед 30 островів в Кілійському гирлі. Має блюдцеподібну форму рельєфу.

## Рослинність
Більша частина острову обробляється, рослинність острову визначається видами сільськогосподарських культур, що вирощується фермерами.
Піднесена частина поверхні покрита лісом з переважно монокультурної рослини тополі (Populus).

## Транспортне сполучення
Транспортне сполучення між островом Кислицький з материком забезпечує пором ВИЛ-0224-К, який у жовтні 2017 року було захоплено на підставі підроблених документів та у подальшому використовувано під назвою «Кислицький». Наразі питання використанні підроблених документів на "пором "Кислицький"" становить предмет розгляду в Європейському суді з прав людини.

## Цікаві факти
- Острів Кислицький фігурує у кримінальних провадженнях як місце спроб втечі ухилянтів до Румунії, як місце незаконного полювання або незаконної порубки деревини[11][12][13].
- У 2015 і 2018 роках на території острову прикордонники знайшли великі плантації коноплі.[14][15]
- У грудні 2017 року голова Ізмаїльського міськрайонного суду Попеляшков С.М., перебуваючи на забороненій ділянці Державного кордону України на острові Кислицький, на полюванні застрелив місцевого мешканця[16].